# Castello di Ueda
Il castello di Ueda (上田城?, Ueda-jō) è un castello giapponese situato a Ueda, nella prefettura di Nagano, Giappone. Demolito con l'avvento del periodo Meiji, fu parzialmente ricostruito nel suo aspetto originario a partire dal secondo dopoguerra.
Il parco che si sviluppa intorno ai resti del castello è famoso e meta turistica per la fioritura dei suoi ciliegi.

## Storia

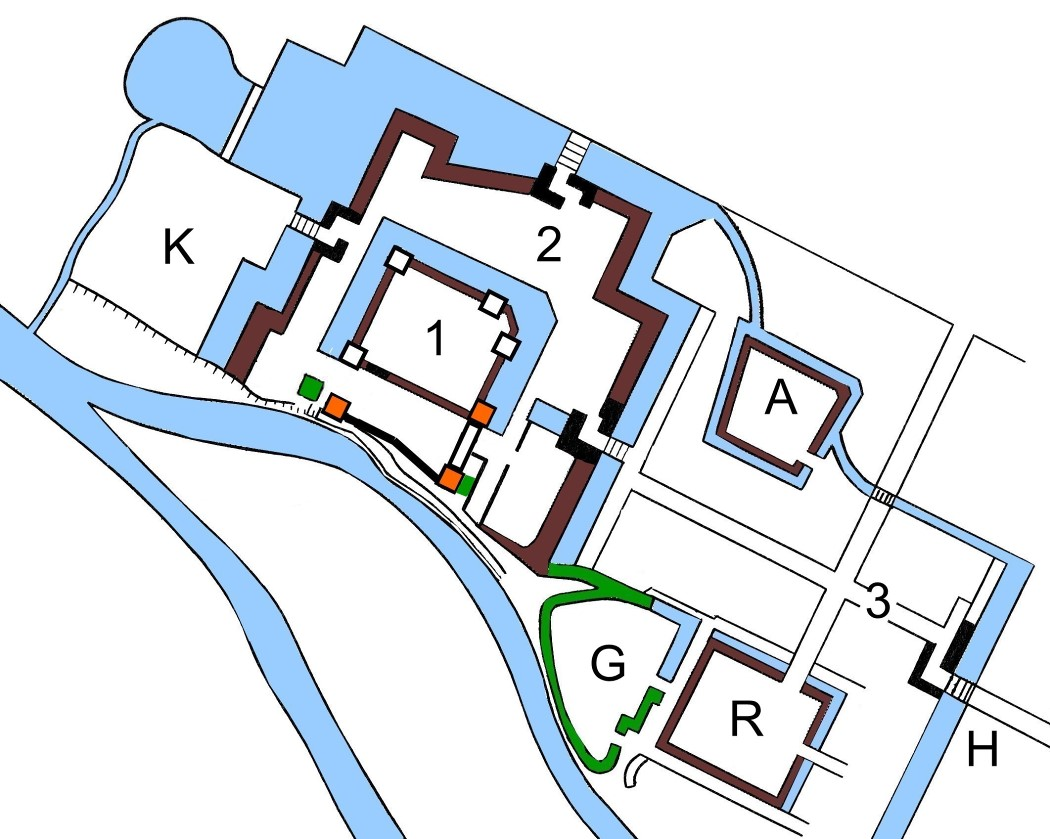
Planimetria del castello:
1) Bastione centrale (Hon-maru)
2) Bastione secondario (Ni-no-maru)
3) Terzo bastione (San-no-maru)
A) Area di lavoro
G) Giardini
H) Porta principale (Ōtemon)
R) Residenza del daimyō

Il castello venne eretto per volontà di Sanada Masayuki nel 1583.
Il clan Sanada fu impegnato in due occasioni nella difesa del suo castello contro il clan Tokugawa durante il periodo Sengoku, prima nel 1585 e poi nel 1600, dimostrando in entrambe le occasioni grande abilità strategica.
Il primo assedio avvenne quando Sanada Masayuki rifiutò di consegnare il castello di Numata a Tokugawa Ieyasu e ciò portò alla cosiddetta battaglia di Kami-gawa. Durante la battaglia, Ieyasu lanciò le sue truppe contro il castello di Ueda. Masayuki era però pronto e tese un'imboscata vincente contro l'esercito di Tokugawa.
Masayuki e suo figlio Yukimura Sanada affrontarono ancora i Tokugawa nella battaglia di Sekigahara (1600). Il clan Sanada inizialmente annunciò la resa, per approfittare della tregua per rinforzare le difese del castello. Quando Tokugawa Hidetada comprese il complotto del clan Sanada, mobilitò le sue truppe per assediare nuovamente il castello di Ueda. Masayuki era però già pronto per l'attacco e aveva preparato un altro esercito. Questo fu il secondo assedio del castello di Ueda e, anche se non fu propriamente una vittoria, Masayuki riuscì a impedire che Hidetada potesse raggiungere in tempo con le sue armate il principale campo di battaglia di Sekigahara.
Dopo la vittoria di Tokugawa i Sanada si sottomisero a lui e mantennero il castello, che fu però parzialmente demolito, sino al 1622, sostituiti dal clan Sengoku e poi dal 1706 dal clan Matsudaira, che ne mantennero il controllo fino al termine del periodo Edo. Durante il periodo Meiji il castello venne demolito e solo dal secondo dopoguerra vi è stata una parziale ricostruzione.